# Castellaneta
Pour les articles homonymes, voir Castellaneta (homonymie).
Castellaneta (en tarentin Castelanéte) est une commune italienne de la province de Tarente, dans la région des Pouilles.

## Géographie

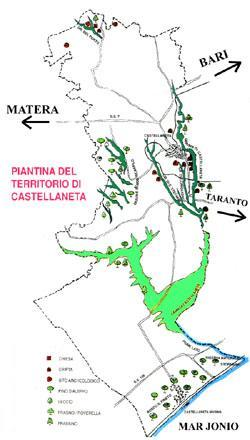
Carte du territoire.

Castellaneta est située au cœur du parc naturel régional Terra delle Gravine et occupe la position centrale dans la partie occidentale de la province de Tarente formant l'arc ionien.
Son territoire (parmi les 100 premières municipalités italiennes pour son étendue, 79e pour être plus précis) s'étend par le Murge tarentin à la mer Ionienne, et présente une grande variété de paysages naturels et différentes composantes archéologiques et historiques. 
Castellaneta est traversée par une série de « ravines » et de « lames » (prolongement naturel des ravins avec des murs moins escarpés) d'origine karstique, qui sont dirigés vers la mer en réunissant les eaux que recueille la rivière Lato pendant la saison des pluies.  
Montecamplo (plus précisément l'emplacement de S. Trinità) est son point le plus haut (411 m).

La municipalité de Castellaneta dans la province de Tarente.

## Économie
Le territoire communal fait partie de la zone de production de la mozzarella di Gioia del Colle (AOP).

## Administration
| Période                                  | Période  | Identité      | Étiquette | Qualité |
| ---------------------------------------- | -------- | ------------- | --------- | ------- |
| 18 juillet 2006                          | En cours | Paola Galeone |           |         |
| Les données manquantes sont à compléter. |          |               |           |         |

### Hameaux
Marina di Castellaneta, Gaudella.

### Communes limitrophes
Ginosa, Gioia del Colle, Laterza, Mottola, Palagianello, Palagiano.

## Personnalités
- Nicola Forcella
- Rudolph Valentino